# First Class (Jack Harlow)
First Class è un singolo del rapper statunitense Jack Harlow, pubblicato l'8 aprile 2022 come secondo estratto dal secondo album in studio Come Home the Kids Miss You.
È stato premiato come canzone dell'estate in occasione degli MTV Video Music Awards 2022.

## Descrizione
Il brano presenta un campionamento vocale tratto dalla canzone Glamorous di Fergie del 2006. Il testo parla della seduzione e dei traguardi raggiunti dall'interprete grazie alla sua fama. È divenuto virale su TikTok alcuni giorni prima della pubblicazione, grazie ad uno snippet condiviso da Harlow stesso.

## Video musicale
In concomitanza con l'uscita del singolo è stato pubblicato un visualizer contenente diverse immagini Polaroid di Harlow in studio di registrazione. Il video musicale, che conta la partecipazione di Anitta, è stato divulgato il 6 maggio seguente ed è stato diretto da Jack Begert.

## Tracce
Testi e musiche di Jack Harlow, Christopher Bridges, Douglas Ford, Elvis Williams, Jamal Jones, Jasper Lee Harris, José Velazquez, Micaiah Raheem, Nickie Jon Pabón, Rogét Chahayed, Ryan Vojtesak, Stacy Ferguson e Will Adams.
1. First Class – 2:53

## Successo commerciale
First Class ha debuttato al vertice della Billboard Hot 100 statunitense, segnando la prima numero uno da solista di Harlow e la seconda in generale. Durante il corso della prima settimana ha totalizzato 54,6 milioni di stream, conseguendo il titolo di miglior settimana del 2022 per lo streaming, 4,1 milioni di ascolti radiofonici e infine 10 600 unità di vendita. Durante la seconda è sceso di una posizione in favore di As It Was di Harry Styles, subendo cali nelle riproduzioni in streaming e nelle vendite ma aumentando l'audience radiofonica del 231%.

## Classifiche

### Classifiche settimanali
| Classifica (2022) | Posizione massima |
| ----------------- | ----------------- |
| Australia         | 1                 |
| Austria           | 2                 |
| Belgio (Fiandre)  | 32                |
| Belgio (Vallonia) | 36                |
| Bulgaria          | 6                 |
| Canada            | 1                 |
| Croazia           | 14                |
| Danimarca         | 6                 |
| Filippine         | 24                |
| Finlandia         | 6                 |
| Francia           | 47                |
| Germania          | 2                 |
| Grecia            | 2                 |
| India             | 10                |
| Irlanda           | 2                 |
| Islanda           | 7                 |
| Italia            | 48                |
| Libano            | 8                 |
| Lituania          | 2                 |
| Lussemburgo       | 2                 |
| Malaysia          | 20                |
| Norvegia          | 7                 |
| Nuova Zelanda     | 1                 |
| Paesi Bassi       | 9                 |
| Portogallo        | 11                |
| Regno Unito       | 2                 |
| Repubblica Ceca   | 14                |
| Singapore         | 7                 |
| Slovacchia        | 4                 |
| Stati Uniti       | 1                 |
| Sudafrica         | 2                 |
| Svezia            | 8                 |
| Svizzera          | 2                 |
| Ungheria          | 15                |
| Vietnam           | 62                |

### Classifiche di fine anno
| Classifica (2022) | Posizione |
| ----------------- | --------- |
| Australia         | 8         |
| Austria           | 50        |
| Belgio (Fiandre)  | 132       |
| Belgio (Vallonia) | 159       |
| Canada            | 6         |
| Danimarca         | 39        |
| Germania          | 49        |
| Islanda           | 40        |
| Lituania          | 32        |
| Nuova Zelanda     | 8         |
| Regno Unito       | 28        |
| Stati Uniti       | 13        |
| Svezia            | 97        |
| Svizzera          | 50        |
| Ungheria          | 98        |

## Date di pubblicazione
| Paese                 | Data           | Formato                      | Nota   |
| --------------------- | -------------- | ---------------------------- | ------ |
| Mondo                 | 8 aprile 2022  | Download digitale, streaming | [ 52 ] |
| Italia                | 11 aprile 2022 | Contemporary hit radio       | [ 53 ] |
| Regno Unito           | 15 aprile 2022 | Urban contemporary           | [ 54 ] |
| Stati Uniti d'America | 26 aprile 2022 | Urban contemporary           | [ 55 ] |
| Regno Unito           | 29 aprile 2022 | Contemporary hit radio       | [ 56 ] |
| Mondo                 | 6 maggio 2022  | CD                           | [ 57 ] |